# Agulla faulkneri
Agulla faulkneri is een kameelhalsvliegensoort uit de familie van de Raphidiidae. De soort komt voor in het zuidwesten van de Verenigde Staten.
De naam Agulla faulkneri werd in 1987 gepubliceerd door Ulrike Aspöck.